# Silvio Martinello
Silvio Martinello (født 19. januar 1963 i Padova) er en forhenværende cykelrytter fra Italien. Hans foretrukne disciplin var banecykling, hvor han har vundet guldmedaljer ved verdens- og olympiske mesterskaber. På landevej har han vundet to etaper ved Giro d’Italia. 
Martinello kørte 97 seksdagesløb og vandt 28. Blandt sejrene var Københavns seksdagesløb i 1998 med makkeren Marco Villa, og to år før hvor han vandt med Bjarne Riis i Herning.
I 2003 indstillede han sin aktive karriere.

## Olympiske lege
Martinello deltog første gang i OL i 1984 i Los Angeles. Her stillede han op i holdforfølgelsesløb, hvor Italien endte på en fjerdeplads. Han kørte også pointløb, hvor han blev nummer seksten.
Han var også med ved OL 1996 i Atlanta, hvor han igen kørte pointløb. Som forsvarende verdensmester var han blandt favoritterne, og med en tidlig føring kørte han sejren hjem forholdsvis overbevisende med 37 point. Sølvmedaljen gik til canadieren Brian Walton med 29 point, mens australske Stuart O'Grady blev treer med 25 point; de syv bedste sluttede på omgangshøjde.
Hans sidste OL blev 2000 i Sydney, hvor han blev nummer otte i pointløbet. Her deltog han også i parløbet, der for første gang var på OL-programmet. Han kørte sammen med Marco Villa, og de måtte se australierne Scott McGrory og Brett Aitken køre med en tidlig føring. De holdt hele vejen og vandt med 26 point, mens belgierne Etienne De Wilde og Matthew Gilmore, der vandt sidste spurt, blev toere med 22 point, mens det lykkedes Martinello og Villa at hente to point her, hvilket bragte dem op på 15 point, hvilket var nok til bronzemedaljerne.